# Феликс Цариградски
Феликс је био епископ Византа у периоду од 136. до 141. године. За епископа је изабран након смрти епископа Диогена, а негов наследник био је Поликарп II. 
Био је на челу византијске цркве у време прогона хришћана од стране цара Антонина Пија.